# Понтекуроне
Понтекуроне (італ. Pontecurone, п'єм. Poncròu) — муніципалітет в Італії, у регіоні П'ємонт,  провінція Алессандрія.
Понтекуроне розташоване на відстані близько 450 км на північний захід від Рима, 100 км на схід від Турина, 26 км на схід від Алессандрії.
Населення — 3734 особи (2014).

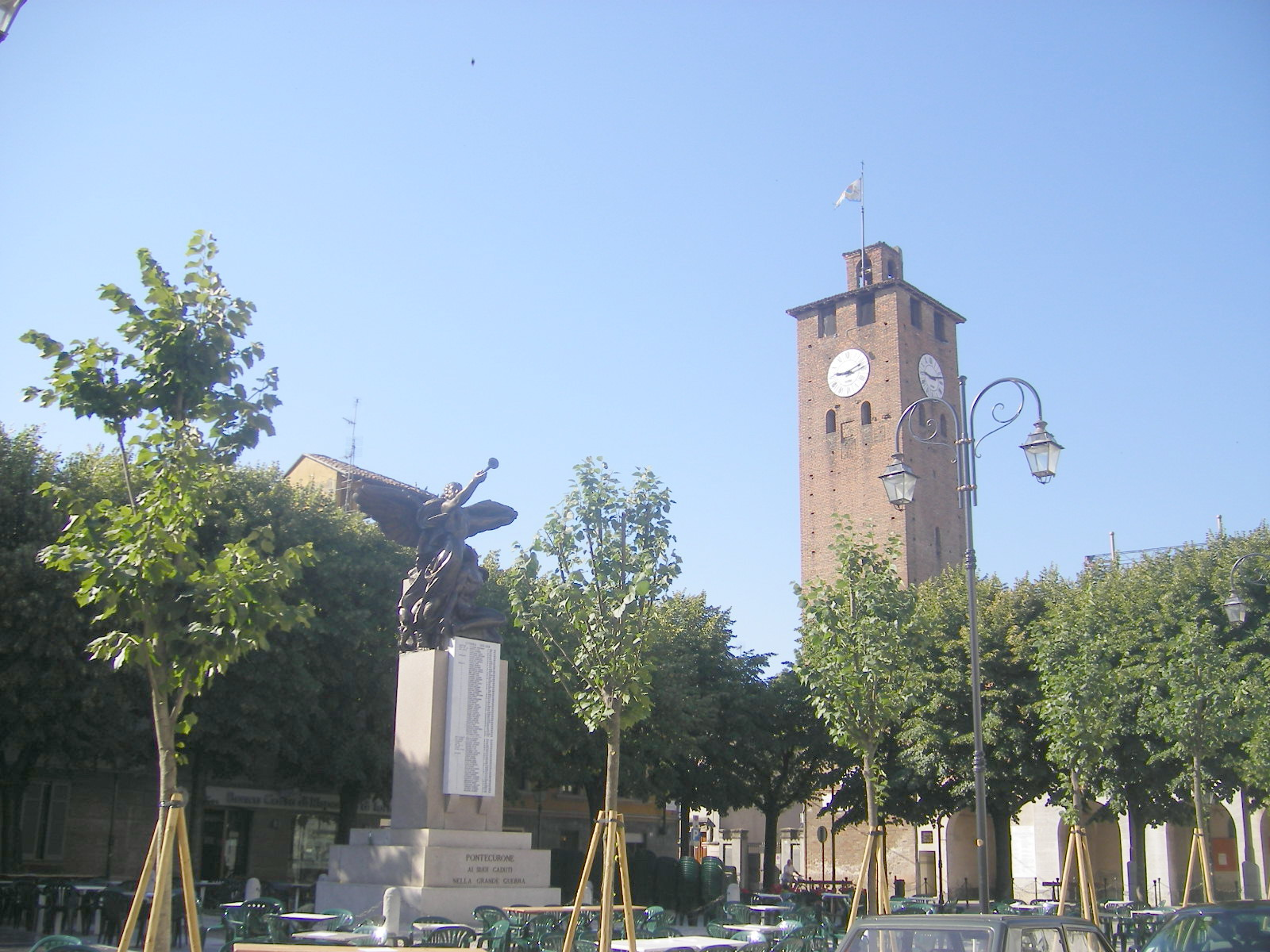

Щорічний фестиваль відбувається 17 липня. 

## Демографія
Населення за роками:

Станом на 1 січня 2023 року в муніципалітеті офіційно проживало 559 іноземців з 27 країн, серед них 156 громадян країн Євросоюзу та 9 громадян України.

## Сусідні муніципалітети
- Казальночето
- Казеї-Джерола
- Кастельнуово-Скривія
- Риванаццано
- Тортона
- Вігуццоло
- Вогера